# ذرة مكعبة
نظرية الذرة المكعبة افترضت قديما لتوضيح التصور الذرى الذي طور بواسطة جيلبرت إن لويس في عام 1916 لتفسير ظاهرة التكافؤ.
وقد طورت لاحقا في عام 1919 عن طريق إرفينغ لانغموير لتصبح ما يعرف بـ «المكعب الثماني للذرة».
وقد اعترض لاحقا على هذه النظرية بواسطة نموذج بور.

## اقرأ أيضاً
- نموذج بور للذرة
- تاريخ نظرية الجزيئات